# Penikufesin
Penikufesin – trzeci minialbum thrashmetalowego zespołu Anthrax wydany w 1989 roku.

## Lista utworów
1. "Now It's Dark" - 5:34 (Anthrax)
2. "Antisocial (French Version)" - 4:26 (Trust - Norbert Krief/Bernie Bonvoisin)
3. "Friggin' in the Riggin'" - 5:18 (Sex Pistols, Anthrax)
4. "Parasite" - 3:14 (A. Frehley)
5. "Le Sects" - 3:06 (Trust - Krief/Bonvoisin)
6. "Pipeline" - 3:00 (The Ventures - Bob Spickard/Brian Carman)

## Twórcy
- Joey Belladonna - śpiew
- Dan Spitz - gitara elektryczna
- Scott Ian - gitara elektryczna
- Frank Bello - gitara basowa
- Charlie Benante - perkusja